# Romy-díj
Romy-díj Ausztria filmművészeti díja. A névadó Romy Schneider.

## Díjazottak

### 1990-es évek
1990
- Közönség díjai
  - Legnépszerűbb színésznő (Beliebteste Schauspielerin): Uschi Glas
  - Legnépszerűbb színész (Beliebtester Schauspieler): Klaus Maria Brandauer
  - Legnépszerűbb sorozatszínész (Beliebtester Serienstar): Linda Hamilton és Peter Weck
  - Legnépszerűbb hírműsorvezető (Beliebtester Serienstar): Klaus Edlinger
  - Legnépszerűbb show-mester (Beliebtester Showmaster): Thomas Gottschalk és Vera Russwurm
  - Legnépszerűbb bemondó (Beliebteste/r Programmansager/in): Erich Götzinger
  - Legnépszerűbb sportmoderátor (Beliebteste/r Sportmoderator/in): Ingrid Wendl
  - Legnépszerűbb   kommentátor (Beliebteste/r Kommentator): Hugo Portisch
- Zsűridíjak
  - Legjobb mellékszereplő (Bester Nebendarsteller): Fritz Wepper
  - Legjobb ötlet a műsornak (Beste Programmidee): Lida Winiewicz
  - Legjobb rendezés (Beste Regie): Paulus Manker
  - Legjobb gyártó (Bester Produzent): Otto Pammer
  - Legjobb operatőr (Beste Kamera): Helmut Pirnat

1991
- Közönség díjai
  - Legnépszerűbb színésznő (Beliebteste Schauspielerin): Thekla Carola Wied
  - Legnépszerűbb színész (Beliebtester Schauspieler): Otto Schenk
  - Legnépszerűbb sorozatszínész (Beliebtester Serienstar): Christian Wolff
  - Legnépszerűbb hírmüsorvezető (Beliebtester Serienstar): Danielle Spera
  - Legnépszerűbb show-mester (Beliebtester Showmaster): Rudi Carrell és Vera Russwurm (2. Romy)
  - Legnépszerűbb bemondó (Beliebteste/r Programmansager/in): Jenny Pippal
  - Legnépszerűbb sportmoderátor (Beliebteste/r Sportmoderator/in): Erich Weiss
  - Legnépszerűbb   kommentátor (Beliebteste/r Kommentator): Hans Benedict
- Zsűridíjak
  - Legjobb ötlet a műsornak (Beste Programmidee): Ernst Wolfram Marboe
  - Legjobb rendezés (Beste Regie): Karin Brandauer
  - Legjobb gyártó (Bester Produzent): Rudolf Klingohr
  - Legjobb operatőr (Beste Kamera): Karl Kofler
  - Legjobb forgatókönyv (Bestes Buch): Felix Mitterer
  - Legjobb zene (Beste Musik): Klaus-Peter Sattler

1992
- Közönség díjai
  - Legnépszerűbb színésznő (Beliebteste Schauspielerin): Christiane Hörbiger
  - Legnépszerűbb színész (Beliebtester Schauspieler): Alfred Böhm
  - Legnépszerűbb sorozatszínész (Beliebtester Serienstar): Uschi Glas (2. Romy)
  - Legnépszerűbb hírmüsorvezető (Beliebtester Serienstar): Robert Hochner
  - Legnépszerűbb show-mester (Beliebtester Showmaster): Peter Alexander és Vera Russwurm (3. Romy)
  - Legnépszerűbb bemondó (Beliebteste/r Programmansager/in): Gabriele Haring
  - Legnépszerűbb sportmoderátor (Beliebteste/r Sportmoderator/in): Sigi Bergmann
  - Legnépszerűbb   kommentátor (Beliebteste/r Kommentator): Hugo Portisch (2. Romy)
- Zsűridíjak
  - Legjobb ötlet a műsornak (Beste Programmidee): Alltagsgeschichte – Elizabeth T. Spira
  - Legjobb rendezés (Beste Regie): Lucky Schmidtleitner
  - Legjobb gyártó (Bester Produzent): Karl Spiehs
  - Legjobb operatőr (Beste Kamera): Stephan Mussil
  - Legjobb forgatókönyv (Bestes Buch): Thomas Pluch
  - Legjobb zene (Beste Musik): Bingoboys
  - Platinum Romy az életműért (Platin Romy für das Lebenswerk): Gerd Bacher

1993
- Közönség díjai
  - Legnépszerűbb színésznő (Beliebteste Schauspielerin): Gusti Wolf
  - Legnépszerűbb színész (Beliebtester Schauspieler): Helmut Fischer
  - Legnépszerűbb sorozatszínész (Beliebtester Serienstar): Uschi Glas (3. Romy)
  - Legnépszerűbb hírmüsorvezető (Beliebtester Serienstar): Sepp Forcher
  - Legnépszerűbb show-mester (Beliebtester Showmaster): Harald Juhnke
  - Legnépszerűbb bemondó (Beliebteste/r Programmansager/in): Chris Lohner
  - Legnépszerűbb sportmoderátor (Beliebteste/r Sportmoderator/in): Hans Huber
  - Legnépszerűbb   kommentátor (Beliebteste/r Kommentator): Hugo Portisch (3. Romy)
- Zsűridíjak
  - Legjobb ötlet a műsornak (Beste Programmidee): Johannes Kunz és Helmut Zenker
  - Legjobb rendezés (Beste Regie): Peter Patzak
  - Legjobb gyártó (Bester Produzent): Michael Wolkenstein
  - Legjobb operatőr (Beste Kamera): Friedrich Lex
  - Legjobb forgatókönyv (Bestes Buch): Ernst Hinterberger
  - A zsűri különdíja (Spezialpreis der Jury): Nachbar in Not – Kurt Bergmann
  - Platinum Romy az életműért (Platin Romy für das Lebenswerk): Peter Alexander (2. Romy)

1994
- Közönség díjai
  - Legnépszerűbb színésznő (Beliebteste Schauspielerin): Marianne Mendt
  - Legnépszerűbb színész (Beliebtester Schauspieler): Karlheinz Hackl
  - Legnépszerűbb sorozatszínész (Beliebtester Serienstar): Wolfgang Fierek
  - Legnépszerűbb hírmüsorvezető (Beliebtester Serienstar): Walter Schiejok
  - Legnépszerűbb show-mester (Beliebtester Showmaster): Rainhard Fendrich
  - Legnépszerűbb bemondó (Beliebteste/r Programmansager/in): Sabine Petzl
  - Legnépszerűbb sportmoderátor (Beliebteste/r Sportmoderator/in): Sigi Bergmann (2. Romy)
- Zsűridíjak
  - Legjobb ötlet a műsornak (Beste Programmidee): Montevideo – Oliver Baier
  - Legjobb rendezés (Beste Regie): Bernd Fischerauer
  - Legjobb gyártó (Bester Produzent): Veit Heiduschka
  - Legjobb operatőr (Beste Kamera): Walter Kindler
  - Legjobb forgatókönyv (Bestes Buch): Ulrike Schwarzenberger
  - Platinum Romy az életműért (Platin Romy für das Lebenswerk): Hans-Joachim Kulenkampff

1995
- Közönség díjai
  - Legnépszerűbb színésznő (Beliebteste Schauspielerin): Julia Stemberger
  - Legnépszerűbb színész (Beliebtester Schauspieler): Otto Schenk (2. Romy)
  - Legnépszerűbb sorozatszínész (Beliebtester Serienstar): Tobias Moretti ésReginald von Ravenhorst1 (Rex felügyelő)
  - Legnépszerűbb hírmüsorvezető (Beliebtester Serienstar): Robert Hochner (2. Romy)
  - Legnépszerűbb show-mester (Beliebtester Showmaster): Rainhard Fendrich (2. Romy)
  - Legnépszerűbb bemondó (Beliebteste/r Programmansager/in): Marie Christine Giuliani
  - Legnépszerűbb sportmoderátor (Beliebteste/r Sportmoderator/in): Heinz Prüller
- Zsűridíjak
  - Legjobb ötlet a műsornak (Beste Programmidee): Monika Lindner
  - Legjobb ötlet a műsornak (Beste Programmidee) (Deutschland): Reinhold Beckmann
  - Legjobb rendezés (Beste Regie): Wolfgang Murnberger
  - Legjobb gyártó (Bester Produzent): Rudolf Klingohr (2. Romy)
  - Legjobb operatőr (Beste Kamera): Gernot Roll
  - Legjobb forgatókönyv (Bestes Buch): Thomas Roth
  - Platinum Romy az életműért (Platin Romy für das Lebenswerk): Mario Adorf és Alfred Böhm

1 A kutya egy Romy fából kapott.
1996
- Közönség díjai
  - Legnépszerűbb színésznő (Beliebteste Schauspielerin): Christiane Hörbiger (2. Romy)
  - Legnépszerűbb színész (Beliebtester Schauspieler): Karl Merkatz
  - Legnépszerűbb sorozatszínész (Beliebtester Serienstar): Tobias Moretti (2. Romy)
  - Legnépszerűbb hírmüsorvezető (Beliebtester Serienstar): Horst Friedrich Mayer
  - Legnépszerűbb show-mester (Beliebtester Showmaster): Thomas Gottschalk (2. Romy)
  - LA legnépszerűbb talk showmester (Beliebteste/r Talkmaster/in): Barbara Stöckl
  - Legnépszerűbb sportmoderátor (Beliebteste/r Sportmoderator/in): Erich Weiss (2. Romy)
  - Legsikeresebb osztrák mozifilm (Erfolgreichster österreichischer Kinofilm): Freispiel  – Harald Sicheritz és Alfred Dorfer
- Zsűridíjak
  - Legjobb ötlet a műsornak (Beste Programmidee): Fest der Freiheit Kathrin Zechner
  - Legjobb ötlet a műsornak (Beste Programmidee) (Deutschland): RTL Samstag Nacht
  - Legjobb rendezés (Beste Regie): Dieter Wedel – Der Schattenmann
  - Legjobb gyártó (Bester Produzent): Kurt Mrkwicka
  - Legjobb operatőr (Beste Kamera): Bernd Meiners
  - Legjobb forgatókönyv (Bestes Buch): Paul Harather és Serge Falck
  - A zsűri különdíja (Spezialpreis der Jury): Die Sendung mit der Maus – WDR
  - Platinum Romy az életműért (Platin Romy für das Lebenswerk): Liselotte Pulver és O. W. Fischer

1997
- Közönség díjai
  - Legnépszerűbb színésznő (Beliebteste Schauspielerin): Brigitte Neumeister
  - Legnépszerűbb színész (Beliebtester Schauspieler): Lukas Resetarits
  - Legnépszerűbb sorozatszínész (Beliebtester Serienstar): Tobias Moretti (3. Romy)
  - Legnépszerűbb hírmüsorvezető (Beliebtester Serienstar): Josef Broukal
  - Legnépszerűbb show-mester (Beliebtester Showmaster): Peter Rapp
  - LA legnépszerűbb talk showmester (Beliebteste/r Talkmaster/in): Barbara Stöckl (2. Romy)
  - Legnépszerűbb sportmoderátor (Beliebteste/r Sportmoderator/in): Robert Seeger
  - Legsikeresebb osztrák mozifilm (Erfolgreichster österreichischer Kinofilm): Der Bockerer II – Österreich ist frei – Franz Antel
- Zsűridíjak
  - Legjobb ötlet a műsornak (Beste Programmidee): Treffpunkt Kultur – Wolfgang Lorenz
  - Legjobb ötlet a műsornak (Beste Programmidee) (Deutschland): Der Bulle von Tölz – Ernst von Theumer
  - Legjobb rendezés (Beste Regie): Hannes Rossacher és Rudi Dolezal
  - Legjobb gyártó (Bester Produzent): Dieter Pochlatko
  - Legjobb operatőr (Beste Kamera): Georg Riha
  - Legjobb forgatókönyv (Bestes Buch): Roland Gugganig
  - A zsűri különdíja (Spezialpreis der Jury): Die kranken Schwestern – ORF
  - Platinum Romy az életműért (Platin Romy für das Lebenswerk): Antal Festetics

1998
- Közönség díjai
  - Legnépszerűbb színésznő (Beliebteste Schauspielerin): Senta Berger
  - Legnépszerűbb színész (Beliebtester Schauspieler): Götz George
  - Legnépszerűbb sorozatszínész (Beliebtester Serienstar): Ottfried Fischer
  - Legnépszerűbb hírmüsorvezető (Beliebtester Serienstar): Josef Broukal (2. Romy)
  - Legnépszerűbb show-mester (Beliebtester Showmaster): Hansi Hinterseer
  - LA legnépszerűbb talk showmester (Beliebteste/r Talkmaster/in): Barbara Stöckl (3. Romy)
  - Legsikeresebb osztrák mozifilm (Erfolgreichster österreichischer Kinofilm): Eine fast perfekte Scheidung – Reinhard Schwabenitzky
- Zsűridíjak
  - Legjobb ötlet a műsornak (Beste Programmidee): Projekt X – Gerald Votava, Clemens Haipl és Herbert Knötzl
  - Legjobb ötlet a műsornak (Beste Programmidee) (Deutschland): Hitlers Helfer – Guido Knopp
  - Legjobb rendezés (Beste Regie): Xaver Schwarzenberger
  - Legjobb gyártó (Bester Produzent): Peter Hajek és Helmuth Dimko
  - Legjobb operatőr (Beste Kamera): Helmut Pirnat (2. Romy)
  - Legjobb forgatókönyv (Bestes Buch): Franz Xaver Bogner
  - A zsűri különdíja (Spezialpreis der Jury): Armin Assinger für seine Skiberichterstattung
  - Platinum Romy az életműért (Platin Romy für das Lebenswerk): Caterina Valente, Marcel Prawy és Horst Tappert

1999
- Közönség díjai
  - Legnépszerűbb színésznő (Beliebteste Schauspielerin): Christiane Hörbiger (3. Romy)
  - Legnépszerűbb színész (Beliebtester Schauspieler): Roland Düringer
  - Legnépszerűbb sorozatszínész (Beliebtester Serienstar): Gedeon Burkhard
  - Legnépszerűbb hírmüsorvezető (Beliebtester Serienstar): Ingrid Thurnher
  - Legnépszerűbb show-mester (Beliebtester Showmaster): Peter Rapp (2. Romy)
  - LA legnépszerűbb talk showmester (Beliebteste/r Talkmaster/in): Harald Schmidt
  - Legsikeresebb osztrák mozifilm (Erfolgreichster österreichischer Kinofilm): Hinterholz 8 – Harald Sicheritz (2. Romy)
- Zsűridíjak
  - Legjobb ötlet a műsornak (Beste Programmidee): ZiB 3 – Johannes Fischer
  - Legjobb ötlet a műsornak (Beste Programmidee) (Deutschland): Die Wochenshow – sat.1
  - Legjobb rendezés (Beste Regie): Walter Bannert
  - Legjobb gyártó (Bester Produzent): Danny Krausz és Kurt Stocker
  - Legjobb operatőr (Beste Kamera): Wolfgang Thaler
  - Legjobb forgatókönyv (Bestes Buch): Peter Mazzuchelli
  - A zsűri különdíja (Spezialpreis der Jury): Kreuz und Quer (Hans Andreas Guttner és Werner Petermann)
  - Platinum Romy az életműért (Platin Romy für das Lebenswerk): Nadja Tiller és Maximilian Schell

### 2000-es évek
2000
- Közönség díjai
  - Legnépszerűbb színésznő (Beliebteste Schauspielerin): Christiane Hörbiger (4. Romy)
  - Legnépszerűbb színész (Beliebtester Schauspieler): Alfred Dorfer (2. Romy)
  - Legnépszerűbb sorozatszínész (Beliebtester Serienstar): Harald Krassnitzer
  - Legnépszerűbb hírmüsorvezető (Beliebtester Serienstar): Robert Hochner (3. Romy)
  - Legnépszerűbb show-mester (Beliebteste/r Show- und Talkmaster/in): Rainhard Fendrich (3. Romy)
  - Legnépszerűbb sportmoderátor (Beliebteste/r Sportmoderator/in): Armin Assinger (2. Romy)
  - Legnépszerűbb magazin moderátora (Beliebteste/r Magazinmoderator/in): Reinhard Jesionek
  - Legsikeresebb osztrák mozifilm (Erfolgreichster österreichischer Kinofilm): Wanted – Harald Sicheritz (3. Romy)
- Zsűridíjak
  - Legjobb ötlet a műsornak (Beste Programmidee): Österreichs Gespräche – Gerhard Weis
  - Legjobb ötlet a műsornak (Beste Programmidee) (Deutschland): TV total – ProSieben
  - Legjobb rendezés (Beste Regie): Andreas Gruber
  - Legjobb gyártó (Bester Produzent): Jörg Grabosch
  - Legjobb operatőr (Beste Kamera): Fabian Eder
  - Legjobb forgatókönyv (Bestes Buch): Uli Brée, Rupert Henning és Sabine Reichl
  - A zsűri különdíja (Spezialpreis der Jury): Peter Resetarits – Am Schauplatz
  - Platinum Romy az életműért (Platin Romy für das Lebenswerk): Susi Nicoletti és Franz Antel (2. Romy)

2001
- Közönség díjai
  - Legnépszerűbb színésznő (Beliebteste Schauspielerin): Christiane Hörbiger (5. Romy)
  - Legnépszerűbb színész (Beliebtester Schauspieler): Tobias Moretti (4. Romy)
  - Legnépszerűbb sorozatszínész (Beliebtester Serienstar): Ottfried Fischer (2. Romy)
  - Legnépszerűbb hírmüsorvezető (Beliebtester Serienstar): Ingrid Thurnher (2. Romy)
  - Legnépszerűbb show-mester (Beliebteste/r Show- und Talkmaster/in): Günther Jauch
  - Legnépszerűbb sportmoderátor (Beliebteste/r Sportmoderator/in): Armin Assinger (3. Romy)
  - Legnépszerűbb magazin moderátora (Beliebteste/r Magazinmoderator/in): Martina Rupp
  - Legsikeresebb osztrák mozifilm (Erfolgreichster österreichischer Kinofilm): Komm, süßer Tod – Wolfgang Murnberger (2. Romy)
  - Legnépszerűbb Shooting Star (Beliebtester weiblicher Shooting Star): Mavie Hörbiger
  - Legnépszerűbb Shooting Star (Beliebtester männlicher Shooting Star): Alexander Pschill
- Zsűridíjak
  - Legjobb ötlet a műsornak (Beste Programmidee): Taxi Orange – Mischa Zickler
  - Legjobb ötlet a műsornak (Beste Programmidee) (Deutschland): Was guckst Du?! – Kaya Yanar
  - Legjobb rendezés (Beste Regie): Kurt Pongratz
  - Legjobb gyártó (Bester Produzent): Ernst von Theumer (2. Romy)
  - Legjobb operatőr (Beste Kamera): Thomas Kürzl – Trautmann
  - Legjobb forgatókönyv (Bestes Buch): Dieter Berner és Peter Turrini
  - A zsűri különdíja (Spezialpreis der Jury): Herbert Habersack és Sepp Friedhuber – Ur-Amazonas Fluss aus der Wüste
  - Platinum Romy az életműért (Platin Romy für das Lebenswerk): Johannes Heesters

2002
- Közönség díjai
  - Legnépszerűbb színésznő (Beliebteste Schauspielerin): Veronica Ferres
  - Legnépszerűbb színész (Beliebtester Schauspieler): Erwin Steinhauer
  - Legnépszerűbb sorozatszínész (Beliebtester Serienstar): Ottfried Fischer (3. Romy)
  - Legnépszerűbb hírmüsorvezető (Beliebtester Serienstar): Josef Broukal (3. Romy)
  - Legnépszerűbb show-mester (Beliebteste/r Show- und Talkmaster/in): Günther Jauch (2. Romy)
  - Legnépszerűbb sportmoderátor (Beliebteste/r Sportmoderator/in): Armin Assinger (4. Romy)
  - Legnépszerűbb magazin moderátora (Beliebteste/r Magazinmoderator/in): Helmut Pechlaner
  - Legsikeresebb osztrák mozifilm (Erfolgreichster österreichischer Kinofilm): A zongoratanárnő – Michael Haneke
  - Legnépszerűbb Shooting Star (Beliebtester weiblicher Shooting Star): Denise Zich
  - Legnépszerűbb Shooting Star (Beliebtester männlicher Shooting Star): Stefano Bernardin
- Zsűridíjak
  - Legjobb ötlet a műsornak (Beste Programmidee): Die Akte Joel – Rudi Dolezal (2. Romy), Hannes Rossacher (2. Romy) és Beate Thalberg
  - Legjobb ötlet a műsornak (Beste Programmidee) (Deutschland): Der große IQ – Test – Reinout Oerlemans és Monika Zielinski
  - Legjobb rendezés (Beste Regie): Thomas Roth – Trautmann
  - Legjobb gyártó (Bester Produzent): Karl Spiehs (2. Romy) – Liebe, Lügen, Leidenschaft
  - Legjobb operatőr (Beste Kamera): Richard Ladkani – Donauklöster – Unser tägliches Barock: Stift Melk
  - Legjobb forgatókönyv (Bestes Buch): Alfred Komarek és Julian Pölsler – Inspektor Simon Polt
  - A zsűri különdíja (Spezialpreis der Jury): Heinrich Breloer és Horst Königstein – Die Manns – Ein Jahrhundertroman
  - Die aufregendsten TV-Minuten: Chris Burns, CNN
  - Platinum Romy az életműért (Platin Romy für das Lebenswerk): Elfriede Ott és Hugo Portisch (4. Romy)

2003
- Közönség díjai
  - Legnépszerűbb színésznő (Beliebteste Schauspielerin): Christiane Hörbiger (6. Romy)
  - Legnépszerűbb színész (Beliebtester Schauspieler): Tobias Moretti (5. Romy)
  - Legnépszerűbb sorozatszínész (Beliebtester Serienstar): Roland Düringer (2. Romy)
  - Legnépszerűbb hírmüsorvezető (Beliebtester Serienstar): Ingrid Thurnher (3. Romy)
  - Legnépszerűbb show-mester (Beliebteste/r Show- und Talkmaster/in): Armin Assinger (5. Romy)
  - Legnépszerűbb Shooting Star (Beliebtester weiblicher Shooting Star): Kristina Sprenger
  - Legnépszerűbb Shooting Star (Beliebtester männlicher Shooting Star): Elton
- Zsűridíjak
  - Legjobb TV-film (Bester Fernsehfilm): Taxi für eine Leiche – Wolfgang Murnberger (3. Romy)
  - Beste Fernsehdokumentation: Unser Freés Saddam – Antonia Rados
  - Legjobb ötlet a műsornak (Beste Programmidee): Sendung ohne Namen – Fred Schreiber és David Schalko
  - Legjobb gyártó (Bester Produzent): Wulf Flemming
  - Legjobb operatőr (Beste Kamera): Erhard Seidl – Graz
  - Legjobb forgatókönyv (Bestes Buch): Marc Terjung
  - A zsűri különdíja (Spezialpreis der Jury): Starmania – Mischa Zickler (2. Romy), Tobias Krause és Arabella Kiesbauer
  - Platinum Romy az életműért (Platin Romy für das Lebenswerk): Rudi Carrell (2. Romy)

2004
- Közönség díjai
  - Legnépszerűbb színésznő (Beliebteste Schauspielerin): Iris Berben
  - Legnépszerűbb színész (Beliebtester Schauspieler): Tobias Moretti (6. Romy)
  - Legnépszerűbb sorozatszínész (Beliebtester männlicher Serienstar): Ottfried Fischer (4. Romy)
  - Legnépszerűbb sorozatszínésznő (Beliebtester weiblicher Serienstar): Ruth Drexel
  - Legnépszerűbb show-mester (Beliebtester Show- und Talkmaster): Armin Assinger (6. Romy)
  - Legnépszerűbb show-mesternő (Beliebteste Show- und Talkmasterin): Barbara Karlich
  - Legnépszerűbb műsorvezető (Beliebtester Moderator): Wolfram Pirchner
  - Legnépszerűbb műsorvezetőnő (Beliebteste Moderatorin): Ingrid Thurnher (4. Romy)
  - Legnépszerűbb Shooting Star (Beliebtester weiblicher Shooting Star): Marie-Christine Friedrich
  - Legnépszerűbb Shooting Star (Beliebtester männlicher Shooting Star): Boris Uran
- Zsűridíjak
  - Legjobb TV-film (Bester Fernsehfilm): Die Rückkehr des Tanzlehrers]' – Urs Egger
  - Beste Fernsehdokumentation: Null Acht Vierzig – Das Spiel des Lebens – Helmut Voitl
  - Legjobb ötlet a műsornak (Beste Programmidee): Dorfers Donnerstalk – Alfred Dorfer (3. Romy), Erich Schindlegger és Florian Scheuba
  - Legjobb rendezés (Beste Regie): Johannes Fabrick – Schleudertrauma
  - Legjobb gyártó (Bester Produzent): John Lüftner, Thomas Bogner és Roland Loibl – Sunshine Airline
  - Legjobb operatőr (Beste Kamera): Hans-Günther Bücking – Jennerwein
  - Legjobb forgatókönyv (Bestes Buch): Jo Baier – Schwabenkinder
  - A zsűri különdíja (Spezialpreis der Jury): Thomas Brezina – Forscherexpress
  - Platinum Romy az életműért (Platin Romy für das Lebenswerk): Fritz Muliar

2005
- Közönség díjai
  - Legnépszerűbb színésznő (Beliebteste Schauspielerin): Iris Berben (2. Romy)
  - Legnépszerűbb színész (Beliebtester Schauspieler): Moritz Bleibtreu
  - Legnépszerűbb sorozatszínész (Beliebtester männlicher Serienstar): Wolfgang Böck
  - Legnépszerűbb sorozatszínésznő (Beliebtester weiblicher Serienstar): Gaby Dohm
  - Legnépszerűbb show-mester (Beliebtester Show- und Talkmaster): Armin Assinger (7. Romy)
  - Legnépszerűbb show-mesternő (Beliebteste Show- und Talkmasterin): Barbara Karlich (2. Romy)
  - Legnépszerűbb műsorvezető (Beliebtester Moderator): Wolfram Pirchner (2. Romy)
  - Legnépszerűbb műsorvezetőnő (Beliebteste Moderatorin): Elisabeth Engstler
  - Legnépszerűbb Shooting Star (Beliebtester weiblicher Shooting Star): Tanja Wedhorn
  - Legnépszerűbb Shooting Star (Beliebtester männlicher Shooting Star): Max von Thun
- Zsűridíjak
  - Legjobb TV-film (Bester Fernsehfilm): Die Heilerin – Holger Barthel és Team
  - Beste Fernsehdokumentation: Unterwegs nach … Heimat – Barbara Gräftner
  - Legjobb ötlet a műsornak (Beste Programmidee): Genial daneben – Hugo Egon Balder, Hella von Sinnen és Bernhard Hoëcker
  - Legjobb rendezés (Beste Regie): Michael Kreihsl – Mein Vater, meine Frau és meine Geliebte
  - Legjobb gyártó (Bester Produzent): Peter A. Mayer
  - Legjobb operatőr (Beste Kamera): Helmut Pirnat (3. Romy) – Tatort: Der Teufel vom Berg
  - Legjobb forgatókönyv (Bestes Buch): Justus Pfaue – Die Kirschenkönigin
  - A zsűri különdíja (Spezialpreis der Jury): Schachmatt – Susanne Brandstätter
  - Platinum Romy az életműért (Platin Romy für das Lebenswerk): Peter Weck (2. Romy)

2006
- Közönség díjai
  - Legnépszerűbb színésznő (Beliebteste Schauspielerin): Christine Neubauer
  - Legnépszerűbb színész (Beliebtester Schauspieler): Moritz Bleibtreu (2. Romy)
  - Legnépszerűbb sorozatszínész (Beliebtester männlicher Serienstar): Michael Niavarani
  - Legnépszerűbb sorozatszínésznő (Beliebtester weiblicher Serienstar): Ruth Drexel (2. Romy)
  - Legnépszerűbb show-mester (Beliebtester Show- und Talkmaster): Günther Jauch (3. Romy)
  - Legnépszerűbb show-mesternő (Beliebteste Show- und Talkmasterin): Sonya Kraus
  - Legnépszerűbb műsorvezető (Beliebtester Moderator): Armin Wolf
  - Legnépszerűbb műsorvezetőnő (Beliebteste Moderatorin): Ingrid Thurnher (5. Romy)
  - Legnépszerűbb Shooting Star (Beliebtester weiblicher Shooting Star): Gerti Drassl
  - Legnépszerűbb Shooting Star (Beliebtester männlicher Shooting Star): Nikolai Kinski
- Zsűridíjak
  - Legjobb TV-film (Bester Fernsehfilm): Speer und Er – Heinrich Breloer, Tobias Moretti és Susanne Schäfer
  - Legjobb ötlet a műsornak (Beste Programmidee): Schillerstraße – Maike Tatzig, Cordula Stratmann, Marc Schubert, Matthias Alberti, Josef Ballerstaller, Annette Frier és Martin Schneider
  - Legjobb ötlet a műsornak (Beste Programmidee): 8 x 45 – Heinrich Ambrosch
  - Legjobb gyártó (Bester Produzent): Jan Mojto – Kronprinz Rudolf
  - Legjobb rendezés (Beste Regie): Urs Egger (2. Romy) – Tod eines Keilers
  - Legjobb operatőr (Beste Kamera): Thomas Kiennast – Im Reich der Reblaus
  - Legjobb forgatókönyv (Bestes Buch): Michael Scharang és Elisabeth Scharang – Mein Mörder
  - A zsűri különdíja (Spezialpreis der Jury): Dancing Stars – Alfons Haider és Mirjam Weichselbraun
  - A zsűri különdíja (Spezialpreis der Jury): Bauer sucht Frau – Andreas Schneider és Katrin Lampe – (ATV)
  - Platinum Romy az életműért (Platin Romy für das Lebenswerk): Manfred Krug

2007
- Közönség díjai
  - Legnépszerűbb színésznő (Beliebteste Schauspielerin): Iris Berben (3. Romy)
  - Legnépszerűbb színész (Beliebtester Schauspieler): Karl Markovics
  - Legnépszerűbb műsorvezető (Beliebtester Moderator): Armin Wolf (2. Romy)
  - Legnépszerűbb műsorvezetőnő (Beliebteste Moderatorin): Danielle Spera (2. Romy)
  - Legnépszerűbb show-mester (Beliebtester Show- und Talkmaster): Günther Jauch (4. Romy)
  - Legnépszerűbb sorozatszínész (Beliebtester  Serienstar): Wolfgang Böck (2. Romy)
  - Legnépszerűbb kabaréművész (Beliebtester  Kabarettist): Michael Niavarani (2. Romy)
  - Legnépszerűbb Shooting Star (Beliebtester männlicher Shooting Star): Michael Steinocher
  - Legnépszerűbb Shooting Star (Beliebtester weiblicher Shooting Star): Daniela Golpashinl
- Zsűridíjak
  - Legjobb TV-film (Bester Fernsehfilm): Brüder III – Auf dem Jakobsweg – Wolfgang Murnberger (4. Romy)
  - Legjobb TV-dokumentáció (Beste Fernsehdokumentation): Kulinarische Weltreise – Eckart Witzigmann
  - Legjobb ötlet a műsornak (Beste Programmidee): Extreme Activity – Jürgen von der Lippe (ProSieben)
  - Legjobb gyártó (Bester Produzent): Nico Hofmann – Die Flucht, Dresden és Die Sturmflut
  - Legjobb rendezés (Beste Regie): Robert Dornhelm – Kronprinz Rudolfs letzte Liebe
  - Legjobb operatőr (Beste Kamera): Peter Zeitlinger – Das Traumhotel - Afrika
  - Legjobb forgatókönyv (Bestes Buch): Felix Huby – Tetthely - Tatort: Bienzle und der Tod im Weinberg
  - A zsűri különdíja (Spezialpreis der Jury): Christoph Feurstein – Natascha Kampusch - Das erste Interview
  - Platinum Romy az életműért (Platin Romy für das Lebenswerk): Senta Berger (2. Romy)

2008
- Közönség díjai
  - Legnépszerűbb színésznő (Beliebteste Schauspielerin): Christine Neubauer (2. Romy)
  - Legnépszerűbb színész (Beliebtester Schauspieler): Karl Markovics (2. Romy)
  - Legnépszerűbb műsorvezető (Beliebtester Moderator):  Tarek Leitner
  - Legnépszerűbb műsorvezetőnő (Beliebteste Moderatorin): Ingrid Thurnher (6. Romy)
  - Legnépszerűbb show-mester (Beliebtester Show- und Talkmaster): Mirjam Weichselbraun (2. Romy)
  - Legnépszerűbb sorozatszínész (Beliebtester  Serienstar):  Harald Krassnitzer (2. Romy)
  - Legnépszerűbb kabaréművész (Beliebtester  Kabarettist): Michael Niavarani (3. Romy)
  - Legnépszerűbb Shooting Star (Beliebtester männlicher Shooting Star): Michael Steinocher
  - Legnépszerűbb Shooting Star (Beliebtester weiblicher Shooting Star): Daniela Golpashinl
- Zsűridíjak
  - Legjobb TV-film (Bester Fernsehfilm): Contergan – Michael Souvignier & Adolf Winkelmann
  - Legjobb TV-dokumentáció (Beste Fernsehdokumentation): Weltberühmt in Österreich – 50 Jahre Austropop – Rudi Dolezal (3. Romy)
  - Legjobb ötlet a műsornak (Beste Programmidee): Wir sind Kaiser – Robert Palfrader, Rudolf Roubinek, Sandra Winkler, Ully Aris & Wilfried Reichel
  - Legjobb gyártó (Bester Produzent): Heinrich Ambrosch (2. Romy) – SOKO Donau
  - Legjobb rendezés (Beste Regie): Elisabeth Scharang (2. Romy) – Franz Fuchs – Ein Patriot
  - Legjobb operatőr (Beste Kamera): Michael Schlamberger – Ol’ Man River - Mächtiger Mississippi
  - Legjobb forgatókönyv (Bestes Buch):  Florian Scheuba (2. Romy), Rupert Henning (2. Romy) & Thomas Maurer – Die 4 da
  - A zsűri különdíja (Spezialpreis der Jury): Dominic Heinzl – hi Society backstage
  - A zsűri díja (Preis der Jury):  Johannes B. Kerner
  - TV-Moment des Jahres: Oscar Stefan Ruzowitzkynak
  - Platinum Romy az életműért (Platin Romy für das Lebenswerk): Joachim Fuchsberger

2009
- Közönség díjai
  - Legnépszerűbb színésznő (Beliebteste Schauspielerin): Monica Bleibtreu
  - Legnépszerűbb színész (Beliebtester Schauspieler): Wolfgang Böck (3. Romy)
  - Legnépszerűbb műsorvezető (Beliebtester Moderator):  Dominic Heinzl (2. Romy)
  - Legnépszerűbb műsorvezetőnő (Beliebteste Moderatorin): Ingrid Thurnher (7. Romy)
  - Legnépszerűbb show-mester (Beliebtester Show- und Talkmaster):  Klaus Eberhartinger
  - Legnépszerűbb sorozatszínész (Beliebtester  Serienstar):  Maria Furtwängler
  - Legnépszerűbb kabaréművész (Beliebtester  Kabarettist):  Robert Palfrader (2. Romy)
- Zsűridíjak
  - Legjobb TV-film (Bester Fernsehfilm): Ihr könnt euch niemals sicher sein – Nicole Weegmann
  - Legjobb TV-dokumentáció (Beste Fernsehdokumentation): Das Wunder von Wien: Wir sind Europameister – David Schalko (2. Romy)
  - Legjobb ötlet a műsornak (Beste Programmidee): Schlag den Raab – Stefan Raab
  - Legjobb gyártó (Bester Produzent): Baum der Erlösung – Burkhard Ernst
  - Legjobb rendezés (Beste Regie): Die ORF-Sportübertragungen – Fritz Melchert
  - Legjobb operatőr (Beste Kamera): Mogadischu – Holly Fink
  - Legjobb forgatókönyv (Bestes Buch): Baum der Erlösung (717. Tetthely epizódja) – Felix Mitterer (2. Romy)
  - A zsűri különdíja (Spezialpreis der Jury): Switch reloaded – Bernhard Hoëcker (2. Romy), Susanne Pätzold, Mona Sharma, Michael Kessler, Petra Nadolny, Max Giermann, Peter Nottmeier, Martina Hill és Michael Müller
  - A zsűri díja (Preis der Jury): Das Match – Hans Krankl
  - TV-Moment des Jahres:   Antrittsrede von US-Präsident Barack Obama
  - Platinum Romy az életműért (Platin Romy für das Lebenswerk):  Christiane Hörbiger (7. Romy) és Götz George (2. Romy)
  - Platinum Romy a Romy feltalálójanak (Platin Romy für den Romy-Erfinder):  Rudolf John

### 2010-es évek
2010
2011
2012
2013
2014
2015
2016
2017
2018

## Weblinks
- Romy auf der Website des Kuriers

## Fordítás
- Ez a szócikk részben vagy egészben  a   Romy (Auszeichnung) című német Wikipédia-szócikk fordításán alapul.  Az eredeti cikk szerkesztőit annak laptörténete sorolja fel. Ez a jelzés csupán a megfogalmazás eredetét és a szerzői jogokat jelzi, nem szolgál a cikkben szereplő információk forrásmegjelöléseként.